# Kategoria Superiore (2022/2023)
Kategoria Superiore 2022/2023 (znana jako Abissnet Superiore ze względów sponsorskich)
była 84. edycją rozgrywek ligowych najwyższego poziomu piłki nożnej mężczyzn w Albanii.
Brało w niej udział 10 drużyn, które w okresie od 19 sierpnia 2022 do 29 maja 2023 rozegrały 36 kolejek meczów.
Obrońcą tytułu była Tirana.
Mistrzostwo po raz siedemnasty w swej historii zdobył Partizani.
W tym roku bezpośrednio spadły 2 ostatnie drużyny, a 8. w klasyfikacji końcowej zagrała w barażach o utrzymanie.

## Uczestnicy
| Uczestnicy poprzedniej edycji                                                                                 | Uczestnicy poprzedniej edycji | Uczestnicy poprzedniej edycji | Uczestnicy poprzedniej edycji |
| --- | ----------------------------- | ----------------------------- | ----------------------------- |
| TIR | KF Tirana                     | 1                             |                               |
| LAÇ | KF Laçi                       | 2                             |                               |
| PAR | Partizani Tirana              | 3                             |                               |
| KUK | Kukësi                        | 4                             |                               |
| VLS | KF Vllaznia                   | 5                             |                               |
| TEU | Teuta Durrës                  | 6                             |                               |
| KAS | Kastrioti Kruja               | 7                             |                               |
| po barażach                                                                                                   |                               |                               |                               |
| EGN | Egnatia Rrogozhinë            | 8                             |                               |
| Awans z Kategoria e Parë                                                                                      |                               |                               |                               |
| BYL | Bylis Ballsh                  | 1                             |                               |
| ERZ | Erzeni Shijak                 | 2                             |                               |
| Oznaczenia: - kolumna pierwsza – skróty nazw drużyn, - kolumna trzecia – miejsce zajęte w poprzednim sezonie. |                               |                               |                               |

## Tabela
| Lp. | Drużyna       | M  | Z  | R  | P  | B+ | B- | +/– | Pkt | Kwalifikacja lub spadek                               |
| --- | ------------- | -- | -- | -- | -- | -- | -- | --- | --- | ----------------------------------------------------- |
| 1   | Partizani (M) | 36 | 20 | 7  | 9  | 56 | 37 | +19 | 67  | Liga Mistrzów UEFA • I runda kwalifikacyjna           |
| 2   | Tirana        | 36 | 20 | 7  | 9  | 56 | 33 | +23 | 67  | Liga Konferencji Europy UEFA • I runda kwalifikacyjna |
| 3   | Egnatia (P)   | 36 | 14 | 10 | 12 | 46 | 32 | +14 | 52  | Liga Konferencji Europy UEFA • I runda kwalifikacyjna |
| 4   | Vllaznia      | 36 | 13 | 11 | 12 | 39 | 37 | +2  | 50  | Liga Konferencji Europy UEFA • I runda kwalifikacyjna |
| 5   | Laçi          | 36 | 14 | 6  | 16 | 45 | 46 | −1  | 48  |                                                       |
| 6   | Teuta         | 36 | 12 | 12 | 12 | 33 | 40 | −7  | 48  |                                                       |
| 7   | Kukësi        | 36 | 12 | 9  | 15 | 31 | 35 | −4  | 45  |                                                       |
| 8   | Erzeni (B, O) | 36 | 8  | 16 | 12 | 36 | 48 | −12 | 40  | baraż o utrzymanie                                    |
| 9   | Bylis (S)     | 36 | 9  | 11 | 16 | 31 | 42 | −11 | 38  | spadek do Kategoria e Parë                            |
| 10  | Kastrioti (S) | 36 | 8  | 11 | 17 | 26 | 49 | −23 | 35  | spadek do Kategoria e Parë                            |

1. 1 2  Mecze bezpośrednie, punkty: Partizani 7, Tirana 4
2. 1 2  Mecze bezpośrednie, punkty: Laçi 12, Teuta 0

## Wyniki
| Gospodarz \ Gość | BYL | EGN | ERZ | KAS | KUK | LAÇ | PAR | TEU | TIR | VLL | BYL | EGN | ERZ | KAS | KUK | LAÇ | PAR | TEU | TIR | VLL |
| ---------------- | --- | --- | --- | --- | --- | --- | --- | --- | --- | --- | --- | --- | --- | --- | --- | --- | --- | --- | --- | --- |
| Bylis            |     | 0–0 | 4–1 | 2–0 | 0–0 | 0–1 | 0–1 | 0–0 | 0–1 | 1–0 |     | 2–3 | 1–1 | 1–0 | 1–1 | 0–2 | 0–1 | 2–2 | 1–1 | 1–2 |
| Egnatia          | 0–1 |     | 1–1 | 0–0 | 1–2 | 2–0 | 3–0 | 1–2 | 0–2 | 3–0 | 2–0 |     | 3–2 | 4–1 | 0–1 | 1–1 | 1–1 | 1–1 | 1–2 | 0–0 |
| Erzeni           | 1–1 | 0–0 |     | 1–1 | 0–2 | 1–0 | 3–3 | 0–0 | 0–2 | 1–0 | 1–2 | 2–1 |     | 0–0 | 1–1 | 1–1 | 1–2 | 1–1 | 1–2 | 3–2 |
| Kastrioti        | 3–0 | 2–3 | 0–0 |     | 1–1 | 0–1 | 1–1 | 2–1 | 0–0 | 1–0 | 0–2 | 1–0 | 2–2 |     | 1–0 | 2–1 | 1–4 | 0–0 | 0–1 | 2–2 |
| Kukësi           | 2–0 | 0–1 | 0–2 | 1–2 |     | 1–0 | 1–2 | 0–1 | 1–1 | 0–1 | 2–0 | 0–3 | 0–0 | 1–0 |     | 3–0 | 1–0 | 0–0 | 2–0 | 0–0 |
| Laçi             | 0–1 | 0–1 | 1–0 | 4–1 | 0–1 |     | 1–0 | 3–1 | 1–2 | 1–1 | 0–1 | 0–1 | 1–1 | 3–0 | 1–2 |     | 3–2 | 4–3 | 1–3 | 2–0 |
| Partizani        | 2–1 | 2–1 | 0–1 | 0–0 | 2–1 | 1–0 |     | 0–2 | 0–2 | 1–2 | 2–1 | 1–1 | 3–0 | 4–1 | 3–1 | 1–2 |     | 2–0 | 2–0 | 2–1 |
| Teuta            | 1–1 | 1–1 | 1–2 | 2–0 | 0–0 | 0–1 | 1–4 |     | 1–0 | 0–0 | 1–0 | 1–0 | 2–0 | 1–0 | 1–0 | 1–2 | 0–2 |     | 2–1 | 1–1 |
| Tirana           | 4–1 | 1–0 | 0–1 | 4–0 | 4–1 | 3–3 | 0–1 | 4–0 |     | 1–2 | 2–2 | 2–1 | 3–1 | 1–0 | 2–1 | 3–2 | 1–1 | 0–2 |     | 0–1 |
| Vllaznia         | 2–1 | 0–1 | 2–2 | 1–0 | 2–1 | 4–1 | 1–2 | 4–0 | 0–0 |     | 0–0 | 0–4 | 3–1 | 0–1 | 2–0 | 1–1 | 1–1 | 1–0 | 0–1 |     |

## Baraż o Kategoria Superiore
Erzeni wygrał 2-1 z Korabi Peshkopi finał barażu o miejsce w Kategoria Superiore na sezon 2023/2024, rozegrany między czterama drużynami Kategoria e Parë i jedną z Kategoria Superiore.
|  |                         |                         |                         |                 |                    |                      |                      |                      |                 |   |              |              |              |
|  | First Division półfinał | First Division półfinał | First Division półfinał |                 |                    | First Division finał | First Division finał | First Division finał |                 |   | Finał baraży | Finał baraży | Finał baraży |
|  | First Division półfinał | First Division półfinał | First Division półfinał |                 |                    | First Division finał | First Division finał | First Division finał |                 |   | Finał baraży | Finał baraży | Finał baraży |
|  |                         |                         |                         |                 |                    |                      |                      |                      |                 |   |              |              |              |
|  |                         |                         |                         |                 |                    |                      |                      |                      |                 |   |              |              |              |
|  | 3                       | Flamurtari Wlora        | 1                       | 8               | Egnatia Rrogozhinë | 2                    |                      |                      |                 |   |              |              |              |
|  | 3                       | Flamurtari Wlora        | 1                       | 8               | Egnatia Rrogozhinë | 2                    |                      |                      |                 |   |              |              |              |
|  | 6                       | Apolonia Fier           | 1                       |                 |                    |                      |                      | 5                    | Korabi Peshkopi | 1 |              |              |              |
|  | 6                       | Apolonia Fier           | 1                       |                 |                    | 3                    | Flamurtari Wlora     | 5                    | Korabi Peshkopi | 1 | 1            |              |              |
|  |                         |                         |                         |                 |                    | 3                    | Flamurtari Wlora     |                      |                 |   |              |              |              |
|  |                         |                         | 5                       | Korabi Peshkopi | 2                  |                      |                      |                      |                 |   |              |              |              |
|  | 4                       | Tomori Berat            | 5                       | Korabi Peshkopi | 2                  | 0                    |                      |                      |                 |   |              |              |              |
|  | 4                       | Tomori Berat            |                         |                 |                    |                      |                      |                      |                 |   |              |              |              |
|  | 5                       | Korabi Peshkopi         | 1                       |                 |                    |                      |                      |                      |                 |   |              |              |              |
|  | 5                       | Korabi Peshkopi         | 1                       |                 |                    |                      |                      |                      |                 |   |              |              |              |

| 23 maja 2023 | Flamurtari Wlora | 1:1   | Apolonia Fier        |                                                    |
| 16:00        | Pedro 45+6'      | (1:0) | 64' Mmesoma Umejiego | Stadiumi Flamurtari, Wlora Sędzia: Eldorjan Hamiti |

- Flamurtari zakwalifikował się do finału jako drużyna z wyższym rankingiem.

| 23 maja 2023 | Tomori Berat | 0:1   | Korabi          |                                             |
| 16:00        |              | (0:0) | 74' Albers Keko | Stadion Tomori, Berat Sędzia: Indrit Myrtja |

| 28 maja 2023 | Flamurtari Wlora | 1:2   | Korabi                    |                                             |
| 17:00        | Erik Kondaj 81'  | (0:1) | 45+1', 90+11' Albers Keko | Arena e Demave, Tirana Sędzia: Juxhin Xhaja |

| 4 czerwca 2023 | Erzeni                               | 2:1 (pd.)       | Korabi            |                                                      |
| 17:00          | Nehar Sadiki 4' · Adnard Mehmeti 93' | (1:1, 1:1, 2:1) | 19' Xhuljo Tabaku | Stadiumi Niko Dovana, Durrës Sędzia: Eldorjan Hamiti |

## Najlepsi strzelcy
| Bramki | Strzelcy          | Drużyna        |
| ------ | ----------------- | -------------- |
| 16     | Florent Hasani    | Tirana         |
| 13     | Victor da Silva   | Partizani      |
| 12     | Patrick Nonato    | Erzeni         |
| 11     | Raphael Dwamena   | Egnatia        |
| 11     | Saliou Guindo     | Laçi           |
| 11     | Redon Xhixha      | Tirana         |
| 10     | Xhuliano Skuka    | Partizani      |
| 9      | Lorenco Vila      | Teuta          |
| 8      | Amir Kahrimanovic | Erzeni         |
| 8      | Sherif Kallaku    | Tirana / Teuta |

Źródło:

## Stadiony
| Bylis               |
| ------------------- |
| Stadiumi Adush Muça |
| 5 200               |
|                     |

| Egnatia       |
| ------------- |
| Arena Egnatia |
| 4 000         |
|               |

| Erzeni                  |
| ----------------------- |
| Teufik Jashari Stadiumi |
| 12 040                  |
|                         |

| Kastrioti      |
| -------------- |
| Stadiumi Kamza |
| 5 500          |
|                |

| Kukësi               |
| -------------------- |
| Stadiumi Zeqir Ymeri |
| 6 322                |
|                      |

| Laçi          |
| ------------- |
| Stadiumi Laçi |
| 2 300         |
|               |

| Partizani       | Partizani      |
| --------------- | -------------- |
| Arena Kombëtare | Arena e Demave |
| 22 500          | 4 500          |
|                 |                |

| Teuta                |
| -------------------- |
| Stadiumi Niko Dovana |
| 12 040               |
|                      |

| Tirana                   |
| ------------------------ |
| Stadiumi Selman Stërmasi |
| 9 500                    |
|                          |

| Vllaznia            |
| ------------------- |
| Stadion Loro-Boriçi |
| 16 000              |
|                     |